# Arthur Felix

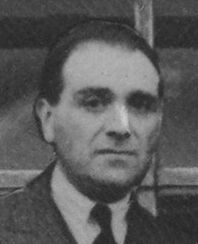
Arthur Felix (1933)

Arthur Felix (* 3. April 1887 in Andrychów; † 17. Januar 1956 in England) war ein Bakteriologe.
Arthur Felix wirkte und forschte unter anderem in Bielsko, Wien, Prag und London. Zusammen mit Edmund Weil entwickelte er 1915 die Weil-Felix-Reaktion zum Nachweis des Fleckfiebers und anderer Rickettsiosen im Urin. Von 1921 bis 1925 arbeitete Felix in Jerusalem für die Hadassah Medical Organization. 1925 kehrte er nach London zurück und war für das Lister Institute of Preventive Medicine tätig.
The A. Felix Public Health Laboratories in Tel Aviv ist nach ihm benannt.